# Braunschweigs voetbalkampioenschap 1914/15
In 1914/15 werd het tiende Braunschweigs voetbalkampioenschap gespeeld, dat georganiseerd werd door de Noord-Duitse voetbalbond. Eintracht Braunschweig werd kampioen, er was geen verdere eindronde meer.
Het voorgaande seizoen werd er ook een kampioenschap gespeeld maar dit was de tweede klasse, omdat de bond een eigen competitie georganiseerd had voor de hele regio. Door het uitbreken van de Eerste Wereldoorlog werd die competitie na één jaar afgevoerd. De stand van de tweede klasse in 1913/14 is niet meer bekend. Ook de uitslagen van deze competitie zijn niet meer bekend.

## Eindstand
| Plaats | Club                            | Wed. | W | G | V | Saldo | Ptn |
| ------ | ------------------------------- | ---- | - | - | - | ----- | --- |
| 1.     | FC Eintracht Braunschweig       |      |   |   |   |       |     |
| 2.     | FC Eintracht Braunschweig II    |      |   |   |   |       |     |
| 3.     | FC Sportfreunde 04 Braunschweig |      |   |   |   |       |     |
| 4.     | MTV 1847 Braunschweig           |      |   |   |   |       |     |
| 5.     | SC Acosta 06 Braunschweig       |      |   |   |   |       |     |
| 6.     | SV 07 Braunschweig              |      |   |   |   |       |     |
| 7.     | BSV Wolfenbüttel                |      |   |   |   |       |     |
| 8.     | FC Germania Wolfenbüttel        |      |   |   |   |       |     |
| 9.     | SV 07 Braunschweig II           |      |   |   |   |       |     |

|  | Kampioen |